# Ron Canada
Ron Canada, właśc. Ronald Ellis Canada (ur. 3 maja 1949 w Nowym Jorku) – amerykański dziennikarz oraz aktor telewizyjny, filmowy i teatralny, specjalizujący się w rolach sędziów i detektywów.

## Kariera
Karierę w telewizji rozpoczął w latach 70. jako prezenter w Baltimore-Washington Metropolitan Area na WJLA-Channel 7 w Waszyngtonie oraz głównie w WBAL-TV Channel 11 w Baltimore.
Karierę aktorską rozpoczął w latach 80. Debiut na małym ekranie zaliczył w 1983 roku w serialu pt. Siódme niebo, a debiut na wielkim ekranie zaliczył w tym samym roku w filmie pt. Człowiek, którego tam nie było. Popularność przyniosła mu rola w takich filmach i serialach jak m.in.: Kevin sam w Nowym Jorku (1992), Kochanie, zwiększyłem dzieciaka (1992), Star Trek: Następne pokolenie (1992), Babilon 5 (1994), Prezydent: Miłość w Białym Domu, Star Trek: Stacja kosmiczna (1996), Star Trek: Voyager (1999), Z Archiwum X (2001), Wbrew regułom (2001-2002), CSI: Kryminalne zagadki Las Vegas (2002), Prezydencki poker (2003-2006), Skarb narodów (2004), Człowiek ringu (2005), Polowanie na druhny (2005), Orły z Bostonu (2006-2008), Prawo i porządek (2008), Bracia i siostry (2006), Gwiezdne wrota (2007), Kości (2007), Mentalista (2008), Grimm (2014), Ted 2 (2015).
Canada jest również znany ze swojej pracy w teatrze. W 1997 roku grał rolę Jago w tragedii Williama Szekspira pt. Otello na deskach Shakespeare Theatre Company w Waszyngtonie. Inne ważne role teatralne to: Emmet Tate w sztuce pt. Zooman and The Sign na deskach Signature Theatre Company w Nowym Jorku oraz w 2012 roku rola Duncana Troya w sztuce pt. Headstrong na deskach Ensemble Studio Theatre w Nowym Jorku, za co został nominowany do Nagrody Audelco w kategorii Najlepszy Aktor Drugoplanowy.

## Filmografia

### Film
- 1983: Człowiek, którego tam nie było jako Piekarz
- 1983: Taksiarze z Waszyngtonu jako policjant
- 1987: Zwariowana noc jako Graydon
- 1990: Śródmieście jako Lowell Harris
- 1992: Kevin sam w Nowym Jorku jako policjant na Times Square
- 1992: Kochanie, zwiększyłem dzieciaka jako szeryf Brooks
- 1993: Rekiny Manhattanu jako Vernon Jordan
- 1994: Potyczki z tatą jako Zinn
- 1994: Bez ostrzeżenia jako Terrence Freeman
- 1995: Pan domu jako Bob Younger, szef Jacka
- 1995: Poza podejrzeniem jako kapitan
- 1995: Prezydent: Miłość w Białym Domu jako reporter Lloyd
- 1996: Na granicy jako właściciel klubu nocnego Otis Payne
- 1998: Nick Fury: Agent of SHIELD jako Gabe Jones
- 2001: Bogu dzięki jako Joseph
- 2003: Nożownik jako agent FBI Harry Van Zandt
- 2003: Odmienne stany moralności jako Elden
- 2003: Młody MacGyver jako generał
- 2003: Piętno jako Herb Kebble
- 2004: Skarb narodów jako strażnik Woodruff
- 2004: Błędy odwracalne jako Jackson Aires
- 2005: Człowiek ringu jako Joe Jeanette
- 2005: Polowanie na druhny jako Randolph, lokaj Clearysa
- 2005: Jak w niebie jako doktor Walsh
- 2006: Islander jako T. Hardy
- 2006: Paved with Good Intentions jako Garrett Balden
- 2007: Magiczna kula jako Antonio Moreno
- 2008: Szlachetne pobudki jako Moses
- 2008: The Haunting of Molly Hartley jako pan Bennett
- 2008: Ocean of Pearls jako doktor Wiiliam Ballard
- 2008: Bob Funk jako Smiley
- 2012: Fale jeziora jako Winchester
- 2013: Life Tracker jako Uriel Edelstien
- 2015: Ted 2 jako sędzia

### Seriale
- 1983: Siódme niebo jako doktor Sergey
- 1989: Dallas jako Dave Wallace
- 1990: Zdrówko jako agent Munson
- 1991: Stat jako Anderson 'Mary' Roche
- 1992: Inny świat jako Grover James
- 1992: Star Trek: Następne pokolenie jako Martin Benbeck
- 1994: Babilon 5 jako kapitan Ellis Pierce
- 1995: Morderstwo jako sędzia Orrin Bell
- 1996: Star Trek: Stacja kosmiczna jako Ch'Pok
- 1997: Na południe jako Franco Devlin
- 1999: Star Trek: Voyager jako Fesek
- 2001: Z Archiwum X jako detektyw Franklin Potter
- 2001–2004: One on One jako Richard Barnes
- 2001–2002: Wbrew regułom jako sędzia Henry Griffin
- 2002: CSI: Kryminalne zagadki Las Vegas jako Gerry Barone
- 2003–2004: The Shield: Świat glin jako szef policji Tom Bankston
- 2003–2006: Prezydencki poker jako podsekretarz Stanu Theodore Barrow
- 2004–2005: Jack & Bobby jako dorosły Marcus Ride
- 2006–2008: Orły z Bostonu jako sędzia Willard Reese
- 2006: Brzydula Betty jako senator Slater
- 2006: Trawka jako Joseph
- 2006: Bracia i siostry jako brygadier generalny Hendrix
- 2007: Gwiezdne wrota jako Quartus
- 2007: Kości jako agent Sam Reilly
- 2008: Prawo i porządek jako pan Fuller
- 2008: Mentalista jako Philip Raimey
- 2011–2014: Let's Stay Together jako Garrison Lawrence
- 2014: Grimm jako Stan Kingston

### Dubbing
- 2004: Ground Control 2: Operation Exodus jako Drahk'Mar Vicath